# 白羽街道
白羽街道，是中华人民共和国河南省南阳市西峡县下辖的一个乡镇级行政单位。

## 行政区划
白羽街道下辖以下地区：
东湖社区、刘巷社区、关巷社区和土门社区。